# The Hard Way (1991)
The Hard Way is een Amerikaanse actiekomedie uit 1991, geregisseerd door John Badham, met in de hoofdrollen Michael J. Fox en James Woods. Bijrollen zijn weggelegd voor Stephen Lang, Annabella Sciorra, Delroy Lindo en LL Cool J.

## Verhaal
De populaire acteur Nick Lang (Michael J. Fox) is het beu is om steeds de actieheld te moeten spelen. Hij aast op een serieuze rol en om zich daarop voor te bereiden gebruikt hij zijn connecties om een tijdlang de cynische politieagent John Moss (James Woods) te mogen volgen.
Moss is volop in de weer met een onderzoek naar een seriemoordenaar genaamd "The Party Killer" (Stephen Lang), maar hij wordt door zijn oversten van de zaak gehaald om Lang op sleeptouw te nemen bij opdrachten met een laag risico. Dit maakt Moss woedend, en bovendien werkt de naïviteit van Lang hem danig op de zenuwen. Wanneer Lang merkt dat Moss moeite heeft met het daten van Susan, een gescheiden alleenstaande moeder, duikt hij op tijdens een afspraakje om Moss in een positief daglicht te stellen bij Susan en haar dochter. Desondanks probeert Moss op allerlei manieren om Lang te dumpen zodat hij weer achter The Party Killer aan kan gaan.
Wanneer Moss Lang meeneemt tijdens een nachtelijke achtervolging, geeft hij hem uit vrees voor zijn veiligheid een echt vuurwapen. In de veronderstelling dat Moss in gevaar is, schiet Lang per ongeluk een omstaander neer. Lang accepteert het aanbod van Moss om het incident te verdoezelen zodat hij de stad kan verlaten, maar hij krijgt wroeging en wil zich aangeven. Dan ontdekt hij dat het allemaal opgezet spel was door Moss, die hem duidelijk wou maken dat paniek, twijfel aan zichzelf, schuldgevoel en woede allemaal deel uitmaken van de job als politieagent.
Lang heeft het gehad met Moss en wil vertrekken, maar dan raakt hij betrokken bij een confrontatie tussen Moss en The Party Crasher, waarbij hij Moss' leven redt. The Party Crasher is gewond en wordt met een ambulance afgevoerd, maar hij ontsnapt. Lang probeert Moss ervan te overtuigen dat The Party Crasher het nu op Susan gemunt heeft. Ze wordt inderdaad ontvoerd en tijdens een confrontatie op een reclamebord met de nieuwste film van Lang wordt Lang neergeschoten, waarop The Party Crasher door Moss naar beneden geduwd wordt.
Enkele maanden later zijn Moss en Susan getrouwd en wonen ze de première van Langs nieuwste film bij. Lang overleefde zijn schotwond en verwerkte de ervaring in de film. Moss is geïrriteerd als hij ontdekt dat Langs beste dialogen in de film bijna volledig gebaseerd zijn op de tirades die hij Lang gaf.

## Rolverdeling
| Acteur            | Personage              |
| ----------------- | ---------------------- |
| Michael J. Fox    | Nick Lang              |
| James Woods       | Lieutenant John Moss   |
| Stephen Lang      | 'The Party Crasher'    |
| Annabella Sciorra | Susan                  |
| John Capodice     | Detective Grainy       |
| Delroy Lindo      | Captain Brix           |
| Luis Guzmán       | Detective Benny Pooley |
| LL Cool J         | Detective Billy        |
| Mary Mara         | Detective China        |
| Conrad Roberts    | Witherspoon            |
| Christina Ricci   | Bonnie                 |
| Penny Marshall    | Angie                  |
| George Cheung     | Drug Dealer            |
| Michael Badalucco | Pizza Man              |

## Première en ontvangst
The Hard Way ging in première in de Verenigde Staten op 8 maart 1991 en debuteerde op de derde plaats, achter The Silence of the Lambs en New Jack City. De film bracht aan de kassa een teleurstellende 25,9 miljoen dollar op. Woods wijtte de lauwe ontvangst van de film aan de toenmalige ontwikkelingen in de Golfoorlog, die volgens hem de omstandigheden ongunstig hadden gemaakt om een buddycomedy uit te brengen. Volgens Box Office Mojo had de film meer succes op de internationale markt: met een extra 38,7 miljoen dollar bedroeg de wereldwijde bioscoopopbrengst 65,6 miljoen dollar.
De film behaalde een score van 75% (24 recensies) op Rotten Tomatoes, met een gemiddelde score van 5,8/10. Het oordeel van de filmcritici was over het algemeen positief. Roger Ebert gaf de film 3,5 op 4 sterren. The New York Times noemde het "een zeer vermakelijke komedie".